# HMS Amazon (D39)
«Амазон» (D39) (англ. HMS Amazon (D39) — військовий корабель, єдиний експериментальний ескадрений міноносець свого типу Королівського військово-морського флоту Великої Британії за часів Другої світової війни.

## Історія створення
«Амазон» був закладений 29 січня 1925 року на верфі компанії John I. Thornycroft & Company у Вулстоні. 5 травня 1927 року увійшов до складу Королівських ВМС Великої Британії. «Амазон» був прототипом кораблів цього класу, спроєктованим з урахуванням набутого досвіду Першої світової війни та новітніх розробок у технологіях. Тривалий час використовувався як дослідний корабель для проєктування майбутніх есмінців британського флоту.

## Історія проєкту
Із завершенням Першої світової війни, усі країни світу тривалий час не приділяли значної уваги будівництву нових кораблів, флоти держав мали надлишок бойових кораблів і головним болем для адміралів стало, як краще врегулювати цю проблему. Не минуло це питання і британське адміралтейство. До проєктування та будівництва нових есмінців повернулися тільки в 1924 році, замовивши 2 дослідних кораблі, на підставі результатів їх випробувань планувалося уточнити елементи майбутніх серійних есмінців британського флоту. Розміщенню замовлення передували теоретичні дослідження на досвіді Першої світової війни, з метою вироблення вимог, що пред'являються до кораблів цього класу. Розробку проєктів експериментальних кораблів доручили приватним верфям, повідомивши їм ті тактико-технічні вимоги, якими повинні були володіти ці кораблі. За умови виставлялось обов'язкове виконання низки параметрів за складом озброєння, швидкості ходу, мореплавства і населеності. При тому ж озброєнні, що і на кораблях типу «Модифікований W», експериментальні есмінці мали перевищувати по повному ходу на два-три вузли (37 проти 34-35), мати велику висоту надводного борту (2,6 проти 1,9 м) і просторіший суцільнометалевий місток.
Серед усіх учасників змагань за право будувати майбутні ескадрені міноносці, замовлення на розробку прототипів виграли суднобудівельні компанії «Торнікрофт» і «Ярроу», визнані світові лідери в галузі будівництва есмінців. Фірмам була надана повна свобода в проєктуванні.
Компанія «Торнікрофт» запропонувала щонайменше чотири проєкти корабля, два з яких мали довжину корпусу 94 м, а два інших — 93 м, з силовими установками потужністю від 28 000 до 33 000 к.с. (21 000 — 25 000 кВт). Два останніх варіанти були запропоновані на розгляд комісії Адміралтейства для проведення конкурсу. До фінальної частини випробувань вийшов прототип «B».
Головні механізми складалися з турбін високого тиску і крейсерського ходу фірми «Браун Кертіс»; низького тиску — фірми «Парсонс». На цих кораблях стояли котли «Ярроу» трикутного типу. Всі надбудови виконали зі сталі. Турбіни крейсерського і заднього ходу були спроєктовані в окремих корпусах. Якщо ТЗА есмінців практично не розрізнялися між собою, то виконання котлів «Амазона» і «Емб'юскейда» мало ряд індивідуальних відмінностей. Інженери «Ярроу» у своєму проєкті пішли на підвищення тиску пара до 21 кг/см² (у старих типу «W» — тиск 17,5 кг/см²), в той час, як «Торнікрофт», не підвищуючи тиску, застосував перегрів пара. Загальне розташування житлових приміщень значно покращилось, і було пристосоване до збільшеного радіуса дії й плавання в тропіках. Обидва кораблі включили до кораблебудівної програми 1924-25 років. Вартість прототипів становила для «Амазон» — 319 400 £, «Емб'юскейд» — 326 600 £.
Прототипи виявилися успішними і були досить схожі за своїми елементам, «Ярроу» зміг вирішити поставлене завдання, вклавшися в меншу водотоннажність, і, завдяки цьому, обійшовся енергетичною установкою меншої потужності. «Амазон» «Торнікрофта» при більшій на 200 тонн водотоннажності виявився дешевшим за суперника майже на 8 000 фунтів стерлінгів. До того ж за рахунок великих розмірів він злегка вигравав у мореплавстві. На шестигодинних випробуваннях обидва кораблі перевершили обумовлену контрактом швидкість. Врешті-решт Адміралтейство визнало переможцем у змаганні проєкт «Торнікрофта».
За результатами випробувань британські адмірали були настільки задоволені новою моделлю есмінця, що той був визнаним як зразок для есмінців, що будувалися за програмою 1927 року. В подальшому британські суднобудівні компанії аж до кораблів типу «Трайбл» випустили 77 одиниць есмінців, які базувались на розробках «Амазону».

## Конструкція
Ескадрений міноносець «Амазон» мав корпус загальною довжиною між перпендикулярами 95,02 м, бімс — 9,6 м та осадку між 2,9 до 3,4 м у залежності від навантаження. Водотоннажність бойового корабля становила стандартна — 1 352 довгих тонн та повна — 1 812 тонн відповідно.
Головна енергетична установка повторювала застосовану на есмінцях типу «W клас» і включала в себе три триколекторні Адміралтейських котли Yarrow з пароперегрівником і два одноступінчатих редуктори, дві парових турбіни Brown-Curtis. Дві турбіни (високого і низького тиску) і редуктор становили турбозубчатий агрегат. Розміщення ГЕУ — лінійне. Котли розміщувалися в ізольованих відсіках, турбіни — в загальному машинному відділенні, при цьому були відокремлені від турбін водонепроникною перегородкою. Робочий тиск пари — 18 кг/см2.
Проєктна потужність становила 42 000 к. с. (31 000 кВт), що мало забезпечити максимальну швидкість ходу (при повному навантаженні) в 37 вузлів (69 км/год). Запас палива зберігався в паливних танках, ємністю 393 тонн мазуту, що забезпечувало дальність плавання 3 400 миль (6 300 км) на швидкості 15 вузлів або 5 340 миль (9 890 км) на швидкості 12,5 вузлів (23,2 км/год).
Корабельна артилерія головного калібру (ГК) у есмінця «Амазон»: чотири 120-мм гармати BL 4.7 inch /45 з довжиною ствола 45 калібрів у поодиноких установках CP.Mk.VI по центральній осі корабля, що утворювали дві передні та дві кормові вогневі позиції. Максимальний кут піднесення гармат становив 30 °, зниження на 10 °. Маса установки 8,1 тонни. Маса снаряда 22,68 кг, початкова швидкість — 814 м/с. Гармати мали швидкострільність 5-6 пострілів на хвилину на відстань до 14,5 км у залежності від типу боєприпасу.
Основу зенітного озброєння становили дві 40-мм автоматичних зенітних гармати Vickers QF 2 з боєкомплектом по 500 снарядів на ствол.
Торпедне озброєння складалося з двох потрійних 21-дюймових (533-мм) торпедних апаратів конструкції «QR.III», що розташовувалися в кормовій частині корпусу на осьовій лінії. Торпеди мали максимальну дальність 13 500 ярдів (12 344 м) ходом до 35 вузлів. Боєголовка містила 234 кг TNT.

## Історія служби
У довоєнний час «Амазон» інтенсивно досліджувався британськими морськими фахівцями і переважну частину своєї служби проводив у всілякого роду випробуваннях та походах.

### Початок війни
З початком Другої світової війни есмінець перебував у 18-ій флотилії есмінців та виконував завдання з ескортування суден у Ла-Манші та у Південно-західних підходів, базуючись на Плімут. У січні 1940 року супроводжував конвой HG 15F з Гібралтару до Британських островів, 22 січня прибув до Ліверпуля.
У квітні 1940 року з початком вторгнення німецького вермахту до Норвегії «Амазон» включений до складу сил, що забезпечували супровід конвоїв до Північної Європи. 27 квітня корабель разом з «Афріді» вийшов до берегів Норвегії, де вони піддались інтенсивному бомбардуванню Люфтваффе. 27 травня він визначений на ескортування з есмінцем «Волонтир» та шлюпом «Флітвуд» з Гарстада пошкодженого в боях есмінця «Ескімо». Незабаром «Амазон» повернувся до норвезьких берегів та взяв участь у супроводі евакуації союзних військ із зони ведення бойових дій — операції «Алфабет».
У серпні 1940 року увійшов до 12-ї флотилії есмінців у Белфасті, що забезпечувала прикриття конвоїв у Західних підходах. З серпня до жовтня виконував завдання з протичовнової оборони та супроводу прибережних вод. У листопаді переведений до 3-ї ескортної групи ВМФ, головним завданням якої було супровід Атлантичних конвоїв.

### 1941—1942
У січні 1941 року «Амазон» включений до складу сил, що конвоювали транспортні судна з Британії до Ісландії. Після нетривалого ремонту повернувся до конвойних сил, які діяли у Північній Атлантиці. З травня брав активну участь у супроводі конвоїв OB 318, ON 24, SCA 8 та ON 31. З 7 по 9 травня разом з есмінцями «Бульдог», «Бродвей» та шлюпом «Рочестер» контратакували німецькі підводні човни U-94, U-110 та U-201, коли ті здійснювали напад на транспортні та вантажні судна. Завдання з ескорту конвоїв в атлантичних водах виконував до кінця року. В січні 1942 року відправлений на ремонт до Ліверпуля.
У квітні 1942 року після завершення планового ремонту та модернізації увійшов до складу сил, що забезпечували прикриття Арктичним конвоям та прямували до Радянського Союзу. 12 квітня 1942 року з есмінцями «Бігл», «Беверлі», «Бульдог», корветами «Кампанула», «Оксліп», «Саксіфрейдж», «Сноуфлейк» та трьома траулерами приєднався до океанського ескорту конвою PQ 14. До Мурманська кораблі прибули 17 числа, а вже 28 квітня «Амазон» вийшов у зворотному напрямку з конвоєм QP 11; разом з «Форестером» та «Форсайтом» забезпечували далеке прикриття транспортних суден.
30 квітня до конвою приєднався британський крейсер «Единбург», що перевозив з Мурманська більше за 4,5 тонн золотих зливків. Того ж дня кораблі ескорту відбивали напад німецьких підводних човнів U-88 та U-456, й у ході торпедної атаки субмарини U-456 під командуванням капітан-лейтенанта М.-М. Тайгерта крейсер дістав серйозних пошкоджень. Німці уразили крейсер двома торпедами, зокрема перша влучила в ніс корабля, де в трюмах перевозилось золото, яким Радянський Союз сплачував частку закупівель за ленд-лізом. 1 травня поблизу острову Ведмежий на кораблі конвою стався повітряний напад бомбардувальників та торпедоносців Люфтваффе, а згодом німецьких есмінців Z7 «Герман Шоманн», Z24 і Z25, що намагались добити пошкоджений корабель. Врешті-решт «Единбург» у супроводі ескадрених міноносців «Форестер» і «Форсайт» та чотирьох тральщиків типу «Гальсіон» змушений був повернути до військово-морської бази в Мурманську. Проте, через зазнані ураження крейсер не міг рухатись до пункту призначення, тому за рішенням командування він був вимушено затоплений після уражень, завданих британським тральщиком «Харрієр». 3 травня есмінці «Амазон» і «Беверлі» з пораненими на борту повернули до Ісландії.
З травня «Амазон» на ремонті у Клайді, а 7 червня повернутий до строю та продовжив виконання бойових завдань з патрулювання й ескорту кораблів і суден у Північній Атлантиці.
У серпні 1942 року есмінець у супроводі ще одного сумнозвісного конвою WS 21S, який йшов з Гібралтару до обложеної Мальти. До складу ескортної групи конвою під командуванням віцеадмірала Е.Сіфрета входили 2 лінкори, 4 ескадрених авіаносці, 7 крейсерів і 32 есмінці. Ескортне з'єднання вважалося найпотужнішим за всю війну, що виділялося на супровід конвою. Британське адміралтейство повністю усвідомлювало, що доля острова залежить від того, скільки транспортів добереться до острова. Особливо важливим був американський танкер «Огайо», зафрахтований міністерством військових перевезень і укомплектований британською командою.
«Амазон» входив до ближнього ескорту авіаносця «Фьюріес», який доставляв літаки до обложеної Мальти. З 13 серпня разом з есмінцями «Антелоуп», «Вішарт», «Весткотт» і «Зетланд» супроводжував пошкоджені у наслідок авіанальотів німецьких та італійських літаків авіаносець «Індомітебл» та есмінець «Ітуріель» до Гібралтара. 16 серпня вийшов до Британських островів.
8 вересня 1942 року у складі конвоїв PQ 18 та зворотного QP 14 з Росії забезпечував доставлення вантажів за ленд-лізом до північних портів СРСР. На початку листопада включений до складу сил флоту, що забезпечували перехід, прикриття та підтримку висадки англо-американського морського десанту на узбережжя Північної Африки. 8 листопада в ескорті десантно-висадочної групи, що висувалась на Оран. Після повернення до Англії, виведений на ремонт до доків Труна, де перебував з грудня до березня 1943 року.

### 1943—1948
У квітні 1943 повернувся до лав флоту, до складу Командування Західних підходів, де продовжив виконання завдань з ескорту та супроводження транспортних конвоїв і поодиноких суден і кораблів. Згодом визначений до переходу до Фрітауна, у супроводі конвою WS 31. З прибуттям до Фрітауна увійшов до складу місцевих сил та продовжував службу у прибережних водах Африки. В жовтні 1943 року вийшов на плановий ремонт до Росайту, де встав до доку. Через незадовільний стан корпусу був визнаним непридатним для несення океанської служби та переведений до категорії кораблів-цілей. Флот використовував його як ціль для тренування пілотів Королівських Повітряних сил і авіації флоту.
В ролі тренувального корабля-цілі «Амазон» перебував до грудня 1944 року. У травні 1945 року переведений до листа на списання. З 1946 по 1948 роки використовувався, як дослідний корабель для підводних вибухів. 6 жовтня 1948 року вийшов до Труна на злам.